# Naturschutzgebiet 'Östliche Chiemgauer Alpen'
Naturschutzgebiet 'Östliche Chiemgauer Alpen' este o arie protejată (arie de protecție specială avifaunistică — SPA) din Germania întinsă pe o suprafață de 12.775 ha, integral pe uscat.

## Localizare
Centrul sitului Naturschutzgebiet 'Östliche Chiemgauer Alpen' este situat la coordonatele 47°42′58″N 12°39′25″E / 47.7161°N 12.6569°E.

## Înființare
Situl Naturschutzgebiet 'Östliche Chiemgauer Alpen' a fost declarat arie de protecție specială avifaunistică în septembrie 2006 pentru a proteja 18 specii de animale.

## Biodiversitate
Situată în ecoregiunea alpină, aria protejată nu include niciun habitat protejat.
La baza desemnării sitului se află mai multe specii protejate de  păsări (18): minunița (Aegolius funereus), fâsă de pădure (Anthus spinoletta), acvilă de munte (Aquila chrysaetos), cocoșul de mesteacăn (Bonasa bonasia), buha (Bubo bubo), Carduelis citrinella, ciocănitoare cu spate alb (Dendrocopos leucotos), ciocănitoare neagră (Dryocopus martius), Falco peregrinus peregrinus, muscar (Ficedula parva), ciuvică (Glaucidium passerinum), Lagopus mutus helveticus, pitulice de munte (Phylloscopus bonelli), ciocănitoare de munte (Picoides tridactylus), ciocănitoare verzuie (Picus canus), Prunella collaris, cocoșul de mesteacăn (Tetrao tetrix tetrix),  cocoș de munte (Tetrao urogallus).